# 北原町 (西東京市)
北原町（きたはらちょう）は、東京都西東京市の町域。現行行政地名は北原一丁目から北原町三丁目。郵便番号は188-0003。

## 地理
西東京市の中部に位置する。

東京都道・埼玉県道4号東京所沢線（青梅街道・所沢街道）および東京都道245号杉並田無線(新青梅街道)の北側、東京都道112号ひばりケ丘停車場線が南北を貫く形で都道東西に存在する。
東から時計回りに西東京市泉町、西東京市保谷町、西東京市田無町、西東京市西原町、西東京市緑町、西東京市谷戸町、西東京市住吉町、に隣接する。

### 河川
以下の廃河川が存在。現在も暗渠として痕跡を残す。新川に関しては開渠部が残留する。
- 新川
- 田柄用水

## 小・中学校の学区
市立小・中学校に通う場合、学区は以下の通りである。
| 丁目         | 街区 | 小学校                   |
| ------------ | ---- | ------------------------ |
| 北原町一丁目 | 全域 | 西東京市立谷戸第二小学校 |
| 北原町二丁目 | 全域 | 西東京市立谷戸第二小学校 |
| 北原町三丁目 | 全域 | 西東京市立谷戸小学校     |

| 町名         | 街区 | 中学校                     |
| ------------ | ---- | -------------------------- |
| 北原町一丁目 | 全域 | 西東京市立田無第二中学校   |
| 北原町二丁目 | 全域 | 西東京市立田無第二中学校   |
| 北原町三丁目 | 全域 | 西東京市立ひばりが丘中学校 |

## 歴史
- 2001年（平成13年）1月21日 - 田無市と保谷市の合併により、西東京市北原町となる。

## 交通

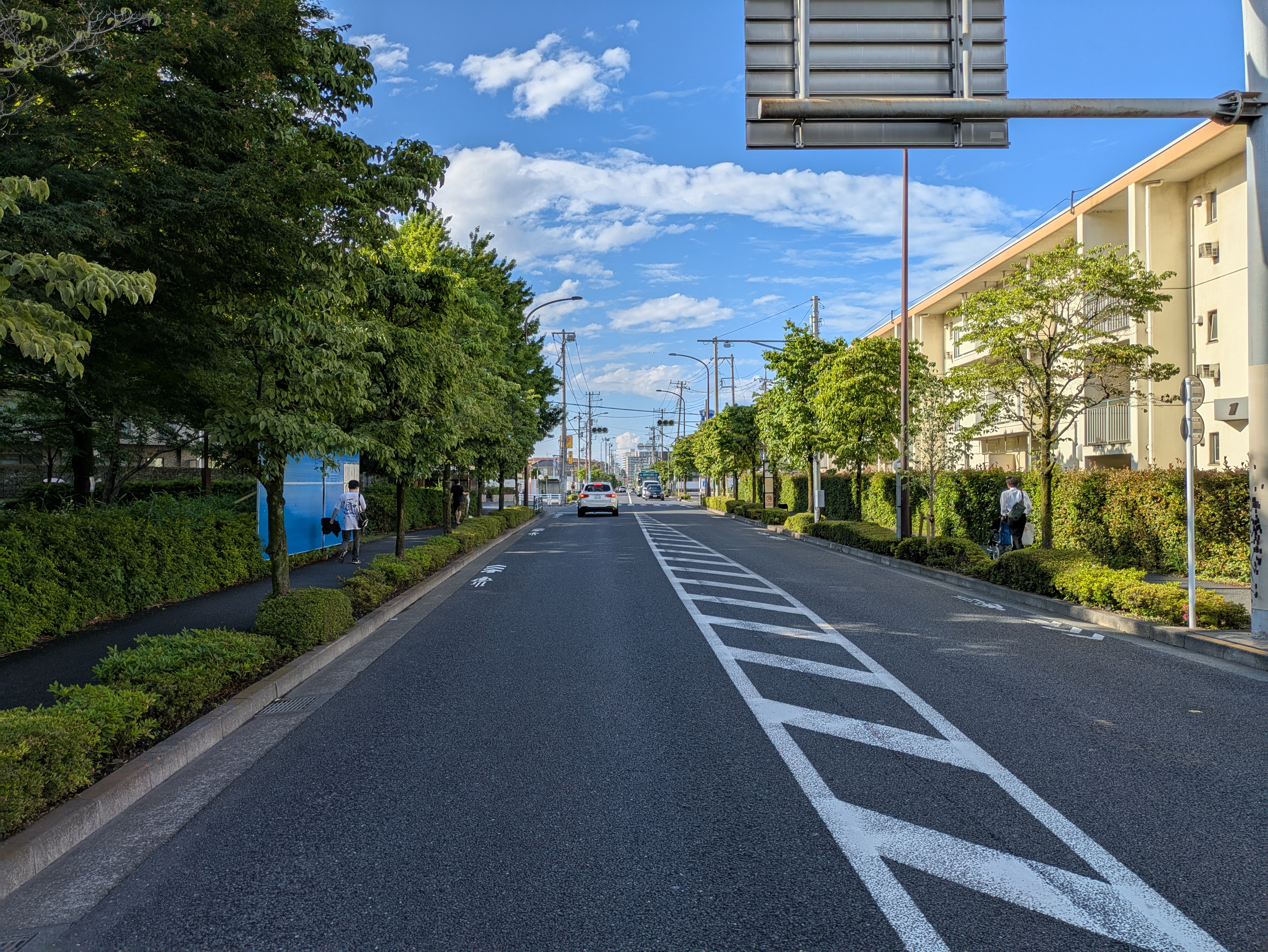
都道112号線 北原町一丁目付近

### 鉄道
西武新宿線田無駅が主な利用圏内となる。
また、下記の駅がバス利用等での主な利用圏内となる。
| 隣接地域で利用可能駅       | バス利用で利用可能駅                                                            |
| -------------------------- | ------------------------------------------------------------------------------- |
| 西武新宿線 - 田無駅(SS 17) | 西武池袋線 - ひばりヶ丘駅(SI 13) JR中央線 西武多摩川線 - 武蔵境駅(JC 13)(SW 01) |

### バス
- 西武バス滝山営業所西原車庫が存在。

…周辺の路線を運行している。

### 道路
- 東京都道・埼玉県道4号東京所沢線  - （青梅街道・所沢街道・新所沢街道）
- 東京都道245号杉並田無線  - (新青梅街道)
- 東京都道112号ひばりケ丘停車場線 - (谷戸新道)

## 施設

### 北原町一丁目
北原第一公園

### 北原町二丁目
都営北原町アパート

西東京市立田無第二中学校